# ヘンリー・プラム
プラム男爵、チャールズ・ヘンリー・プラム（Charles Henry Plumb, Baron Plumb DL, 1925年3月27日 - 2022年4月15日）は、イギリスの保守主義の政治家。農業者団体の指導者。

## 来歴
プラムは全国農業者ユニオンにおいて高い経歴を積み重ねており、1970年から1979年にかけては同団体代表を務め、また1967年の口蹄疫発生時においてその調査委員会の委員を務めた。
1979年にコッツウォルズから立候補して欧州議会議員に当選し、1999年まで欧州議会で活動した。1987年から1989年にかけては議長を務めた。
1987年4月6日、プラムは一代貴族として「カウンティ・オブ・ウォリックシャーにおけるコールスヒルのプラム男爵」(Baron Plumb, of Coleshill in the County of Warwickshire) を授爵された。また1995年から2007年のあいだにはコヴェントリー大学の総長を務め、また欧州連合に対してロビー活動を行う代表的な法律事務所であるAlber & Geigerを設立した。